# 张凤孙
张凤孙（1706年－1783年），字少儀，华亭（今上海松江）人，清朝政治人物。雍正十年壬子（1732年）科副贡。乾隆九年甲子（1744年）復中副榜。充正黄旗教習，授直隸州州判。洊歴福建邵武府、云南糧道、後選四川永寗道，以年老補刑部郎中。祖父張德纯。父張之頊，印江縣知縣。子張慶曾，懷逺縣知縣。
张凤孙曾于乾隆三十一年（1766年）接替黄宽任邵武府知府一职，直至乾隆三十五年（1770年），由徐福峻繼任。